# Opći rimski kalendar
Opći rimski kalendar (lat. Calendarium Romanum Generale) ili Rimski kalendar (Calendarium Romanum), kolokvijalno poznat i kao Katolički kalendar, popis je svetkovina, blagdana i spomendana koji se slave tijekom liturgijske godine u najrasprostranjenijem, rimskom obredu Katoličke Crkve. Pojedine mjesne zajednice (mjesne Crkve), kao što su narodi, biskupije, župe ili redovničke zajednice, nadopunjuju Opći rimski kalendar mjesnim blagdanima (pr. Stepinčevo) i tako nastaje mjesni kalendar.

## Uvod
Općim kalendarom se propisuju svetkovine, blagdani i spomendani koji su obavezni u cijelom Rimskom obredu. Rimski se obred obdržava u gotovo cijeloj Latinskoj crkvi uz rijetke izuzetke (u Milanskoj nadbiskupiji obdržava se ambrozijanski obred).
Pojedine biskupije ili druge crkvene zajednice mogu zakonito dopuniti kalendar dodatnim danima. Pored toga, svaki dan u liturgijskoj godini ima po liturgijskim razdobljima propisanu liturgiju. Dan se očituje u liturgiji, posebno misi, bilo da se isključivo uzima liturgija toga dana (kod svetkovina i blagdana), bilo da se (kod spomendana) liturgija dana uklopi u liturgiju propisanu liturgijskim razdobljem. Često više različitih liturgija padne na isti dan, a koja liturgija će se slaviti određeno je stupnjevanje dana. Uklapanje spomendana koji se slave u liturgiju dana liturgijskog razdoblja propisano je liturgijskim pravilima.
Opći kalendar sastoji se od pomičnih i nepomičnih svetkovina, blagdana i spomendana. Svetkovine u popisu su podebljane, a blagdani su napisani ukošeno. Nedjelje i drugi dani čija je liturgija određena liturgijskim razdobljima ne smatraju se dijelom općeg kalendara.

## Pomični dani
- Nedjelja u razdoblju od 26. prosinca do 31. prosinca, ili ako takve nema 30. prosinca: Sveta Obitelj - blagdan
- Nedjelja nakon Bogojavljenja: Krštenje Gospodinovo - blagdan
- Prva nedjelja nakon Duhova: Presveto Trojstvo - svetkovina
- Četvrtak nakon Presvetog Trojstva: Tijelovo - svetkovina
- Petak u trećem tjednu po Duhovima: Presveto Srce Isusovo - svetkovina
- Subota nakon Presvetog Srca Isusovog: Bezgrješno Srce Marijino - spomendan
- Zadnja nedjelja u vremenu kroz godinu: Krist Kralj - svetkovina

## Nepomični dani
| 1. Marija Bogorodica - svetkovina 2. Bazilije Veliki i Grgur Nazijanski - spomendan 3. Ime Isusovo - neobavezni spomendan 6. Bogojavljenje - svetkovina 7. Rajmund Penjafortski - neobavezni spomendan 13. Hilarije od Poitiersa - neobavezni spomendan 17. Antun pustinjak - spomendan 20. Fabijan ili Sebastijan - neobavezni spomendani 21. Agneza Rimska - spomendan 22. Vinko iz Zaragoze - neobavezni spomendan 24. Franjo Saleški - spomendan 25. Obraćenje sv. Pavla - blagdan 26. Timotej i Tit - spomendan 27. Anđela Merici - neobavezni spomendan 28. Toma Akvinski - spomendan 31. Ivan Bosco - spomendan | 2. Prikazanje Gospodinovo (Svijećnica) - blagdan 3. Blaž (Vlaho) ili Ansgar (Oskar) - neobavezni spomendani 5. Agata - spomendan 6. Pavao Miki i drugovi - spomendan 8. Jeronim Emilijani ili Jozefina Bakhita - neobavezni spomendani 10. Skolastika - spomendan 11. Gospa Lurdska - neobavezni spomendan 14. Ćiril i Metod - spomendan 17. 7 svetih utemeljitelja Slugu BDM - neobavezni spomendan 21. Petar Damjan - neobavezni spomendan 22. Katedra sv. Petra - blagdan 23. Polikarp - spomendan | 4. Kazimir - neobavezni spomendan 7. Perpetua i Felicita - spomendan 8. Ivan od Boga - neobavezni spomendan 9. Franciska Rimska - neobavezni spomendan 17. Patrik - neobavezni spomendan 18. Ćiril Jeruzalemski - neobavezni spomendan 19. Sveti Josip - svetkovina 23. Turibije - neobavezni spomendan 25. Navještenje Gospodinovo - svetkovina |
| 2. Franjo Paulski - neobavezni spomendan 4. Izidor Seviljski - neobavezni spomendan 5. Vinko Fererski - neobavezni spomendan 7. Ivan de La Salle - spomendan 11. Stanislav - spomendan 13. Martin I. - neobavezni spomendan 21. Anzelmo - neobavezni spomendan 23. Juraj ili Adalbert - neobavezni spomendani 24. Fidel Singmaringenski - neobavezni spomendan 25. Marko evanđelist - blagdan 28. Petar Chanel ili Ljudevit Marija Grignon - neobavezni spomendani 29. Katarina Sienska - spomendan 30. Pio V. - neobavezni spomendan | 1. Josip radnik - neobavezni spomendan 2. Atanazije Aleksandrijski - spomendan 3. Filip i Jakov, apostoli - blagdan 12. Nereo i Ahil ili Pankracije - neobavezni spomendani 13. Gospa Fatimska - neobavezni spomendan 14. Matija, apostol - blagdan 18. Ivan I. - neobavezni spomendan 20. Bernardin Sijenski - neobavezni spomendan 21. Christopher Magallanes i dr. - neobavezni spomendan 22. Sveta Rita - neobavezni spomendan 25. Beda Časni ili Grgur VII. ili Magdalena De' Pazzi - neobavezni spomendani 26. Filip Neri - spomendan 27. Augustin Canterburyjski - neobavezni spomendan 31. Pohod BDM - blagdan | 1. Justin - spomendan 2. Marcelin i Petar - neobavezni spomendan 3. Karlo Lwanga i drugovi - spomendan 5. Bonifacije - spomendan 6. Norbert - neobavezni spomendan 9. Efrem Sirski - neobavezni spomenda 11. Barnaba, apostol - spomendan 13. Antun Padovanski - spomendan 19. Romuald Gervazije - neobavezni spomendan 21. Alojzije Gonzaga - spomendan 22. Paulin ili John Fisher i Thomas More - neobavezni spomendani 24. Rođenje Ivana Krstitelja - svetkovina 27. Ćiril Aleksandrijski - neobavezni spomendan 28. Irenej Lionski - spomendan 29. Petar i Pavao, apostoli - svetkovina 30. Rimski prvomučenici - neobavezni spomendan                                                         |
| 3. Toma, apostol - blagdan 4. Elizabeta Portugalska - neobavezni spomendan 5. Antun Marija Zaharija - neobavezni spomendan 6. Marija Goretti - neobavezni spomendan 9. Augustine Zhao Rong i drugovi - neobavezni spomendan 11. Benedikt - spomendan 13. Henrik II. Sveti - neobavezni spomendan 14. Kamilo de Lellis - neobavezni spomendan 15. Bonaventura - spomendan 16. Gospa Karmelska - neobavezni spomendan 20. Apolinar - neobavezni spomendan 21. Lovro Brindizijski - neobavezni spomendan 22. Marija Magdalena - spomendan 23. Brigita - neobavezni spomendan 24. Šarbel Makhluf - neobavezni spomendan 25. Jakov, apostol - blagdan 26. Joakim i Ana - spomendan 29. Marta - spomendan 30. Petar Krizolog - neobavezni spomendan 31. Ignacije Loyola - spomendan | 1. Alfonz Liguori - spomendan 2. Euzebije iz Vercellija ili Petar Julije Eymard - neobavezni spomendani 4. Ivan Vianney - spomendan 5. Posveta Bazilike sv. Marije Velike - neobavezni spomendan 6. Preobraženje Gospodinovo - blagdan 7. Siksto II. ili Kajetan - neobavezni spomendani 8. Dominik - spomendan 9. Edita Stein - neobavezni spomendan 10. Lovro - blagdan 11. Klara Asiška - spomendan 12. Ivana Franciska de Chantal - neobavezni spomendan 13. Poncijan i Hipolit Rimski - neobavezni spomendan 14. Maksimilijan Kolbe - spomendan 15. Velika Gospa - svetkovina 16. Stjepan Ugarski - neobavezni spomendan 19. Ivan Eudes - neobavezni spomendan 20. Bernard iz Clairvauxa - spomendan 21. Pio X. - spomendan 22. BDM Kraljica - spomendan 23. Ruža Limska - neobavezni spomendan 24. Bartolomej, apostol - blagdan 25. Ljudevit IX. ili Josip Kalasancijski - neobavezni spomendani 27. Monika - spomendan 28. Augustin - spomendan 29. Glavosjek Ivana Krstitelja - spomendan | 3. Grgur Veliki - spomendan 8. Mala Gospa - blagdan 9. Petar Claver - neobavezni spomendan 12. Ime Marijino - neobavezni spomendan 13. Ivan Zlatousti - spomendan 14. Uzvišenje Svetoga Križa - blagdan 15. Gospa Žalosna - spomendan 16. Kornelije i Ciprijan - spomendan 17. Robert Bellarmino - neobavezni spomendan 19. Januarije - neobavezni spomendan 20. Andrija Kim i drugovi - spomendan 21. Matej, apostol i evanđelist - blagdan 23. Pio iz Pietrelcine - spomendan 26. Kuzma i Damjan - neobavezni spomendan 27. Vinko Paulski - spomendan 28. Vjenceslav ili Lovro Ruiz i drugovi - neobavezni spomendani 29. Mihael, Gabrijel i Rafael, arkanđeli - blagdan 30. Jeronim - spomendan |
| 1. Terezija iz Lisieuxa - spomendan 2. Anđeli čuvari - spomendan 4. Franjo Asiški - spomendan 6. Bruno - neobavezni spomendan 7. BDM od Krunice - spomendan 9. Denis ili Ivan Leonardi - neobavezni spomendani 14. Kalist I. - neobavezni spomendan 15. Terezija Avilska - spomendan 16. Hedviga ili Marija Alcoque - neobavezni spomendani 17. Ignacije Antiohijski - spomendan 18. Luka, evanđelista - blagdan 19. Ivan Brebefski, Izak Jogues i drugovi ili Pavao od Križa - neobavezni spomendani 23. Ivan Kapistran - neobavezni spomendan 24. Antun Marija Claret - neobavezni spomendan 28. Šimun i Juda Tadej, apostoli - blagdan | 1. Svi sveti - svetkovina 2. Dušni dan - spomendan (rangiran kao svetkovina) 3. Martin Porres - neobavezni spomendan 4. Karlo Boromejski - spomendan 9. Posveta Lateranske bazilike - blagdan 10. Lav Veliki - spomendan 11. Martin - spomendan 12. Jozafat - spomendan 15. Albert Veliki - neobavezni spomendan 16. Margareta Škotska ili Gertruda - neobavezni spomendani 17. Elizabeta Ugarska - spomendan 18. Posveta bazilikâ sv. Petra i Pavla, apostola - neobavezni spomendan 21. Prikazanje BDM - spomendan 22. Cecilija - spomendan 23. Klement I. ili Kolumban - neobavezni spomendan 24. Andrija Dung-Lac i drugovi - spomendan 25. Katarina Aleksandrijska - neobavezni spomenan 30. Andrija, apostol - blagdan | 3. Franjo Ksaverski - spomendan 4. Ivan Damaščanski - neobavezni spomendan 6. Nikola, biskup - neobavezni spomendan 7. Ambrozije - spomendan 8. Bezgrešno začeće BDM - svetkovina 9. Ivan Diego - neobavezni spomendan 11. Damaz I. - neobavezni spomendan 12. Gospa Guadalupska - neobavezni spomendan 13. Lucija - spomendan 14. Ivan od Križa - spomendan 21. Petar Kanizije - neobavezni spomendan 23. Ivan Kentski - neobavezni spomendan 25. Božić - svetkovina 26. Stjepan - blagdan 27. Ivan, apostol i evanđelista - blagdan 28. Nevina dječica - blagdan 29. Toma Becket - neobavezni spomendan 31. Silvestar I. - neobavezni spomendan                                                  |

## Primjer
- Katolički kalendar 2006.

## Vanjske poveznice
Mrežna mjesta
- Missale Romanum (2002.)
- Liturgija dana, Hrvatski institut za liturgijski pastoral, www.hilp.hr